# Legge sulla libertà di coscienza e lo status giuridico delle chiese
La Legge sulla libertà di coscienza e lo status giuridico delle chiese, nota anche come legge CCVI del 2011 sul diritto alla libertà di coscienza e di religione, nonché lo status giuridico delle chiese, delle denominazioni religiose e delle comunità religiose (in ungherese: 2011. évi CCVI. törvény A lelkiismereti és vallásszabadság jogáról, valamint az egyházak, vallásfelekezetek és vallási közösségek jogállásáról) è una legge quadro organica della Repubblica ungherese che disciplina l'esercizio della libertà di culto e di coscienza e stabilisce l'elenco delle chiese, comunità e movimenti religiosi ufficialmente riconosciuti dallo Stato
Tale riforma della laicità dello Stato, di orientamento radicalmente conservatore, fu molto avversata in Ungheria e segnò un punto di rottura rispetto alla legislazione ereditata dalla dittatura comunista, ancora vigente. La legge ha restaurato il regime vigente fino al 1947, che era caratterizzato da una politica gerarchica di tassazione e di sovvenzioni da parte della pubblica autorità.
La norma sottrae ai tribunali dello Stato la facoltà del riconoscimento legale delle Chiese, ponendolo in capo al Governo e al suo Ministro del Culto che svolge il primo e inappellabile filtro sulla rosa di denominazioni candidabili al voto parlamentare. Solo in una seconda fase, è previsto il requisito dei voti favorevoli da parte dei due terzi dei deputati.
I tribunali si basavano sull'unico requisito della manifestazione pubblica di volontà da parte di 100 cittadini ungheresi, laddove la legge introduce un sistema di requisiti più articolato, che comprende l'obbligo di 1.000 firme scritte autenticate.
La legge vieta alle Chiese di perseguire obbiettivi politici, di impegnarsi in attività psicologiche, parapsicologiche o mediche e ancor meno svolgere un ruolo economico o imprenditoriale, se non indirizzate al proprio fine (artt. 28 e 29) statutario e naturale. Ad esse è concesso unicamente di oltrepassare il limite del culto, investendo nei settori della formazione, dell'istruzione secondaria e superiore. Inoltre, impone un forte controllo statale sulle iniziative di beneficenza, di assistenza e tutela della famiglia, dei minori, dell'ambiente e delle associazioni sportive.

Introduce una disciplina della privacy che vieta all'ISTAT nazionale e alle chiese stesse di raccogliere e divulgare dati in merito all'appartenenza religiosa dei propri fedeli, senza il loro esplicito consenso, unitamente al contestuale diritto di non manifestare la propria appartenenza religiosa.
L'elenco originale di 14 Chiese ebraico-cristiane riconosciute dallo Stato è stato ampliato nel 2013 con l'inserimento di molteplici comunità Buddhiste e di due soggetti in rappresentanza delle comunità islamiche ungheresi. registrazione con "personalità giuridica ecclesiale interna"

## Iter legislativo

### La prima legge e il suo annullamento da parte della Corte costituzionale
Il 14 giugno 2011, quattro deputati del Partito popolare democratico cristiano (KDNP) depositano in Parlamento il testo del disegno di legge C del 2011. Dopo un dibattito parlamentare svoltosi il 23 giugno, il 28 giugno e l'11 luglio, l'assemblea legislativa approva la norma il 12 luglio. Sei giorni dopo, il Presidente della Repubblica ungherese Pál Schmitt controfirma la legge, che il 19/07 viene pubblicato nella Gazzetta Uiciale del Paese (Magyar Közlöny).
Il 19 dicembre 2011, la Corte costituzionale annulla l'intero dispositivo, dichiarandolo "incostituzionale per effetto di una lesione del diritto pubblico". Il comunicato stampa specifica che "molteplici ricorsi -da parte di persone fisiche, di persone giuridiche e di Chiese - sono stati presentati alla Corte costituzionale", sostenendo che violava tra l'altro «il diritto alla libertà di religione, il principio della separazione tra Stato e Chiese, il principio dello stato di diritto, il diritto di appello, il diritto ad un procedimento legislativo regolamentare, nonché la conformità al diritto nazionale e al diritto internazionale».
La Corte rileva un vizio procedurale per violazione di un articolo del Regolamento Parlamentare relativo alle "condizioni per il deposito delle richieste di emendamento prima del voto finale". 

Più precisamente, mentre il testo iniziale delegava ai tribunali la competenza per il riconoscimento delle Chiese all'interno dell'ordinamento ungherese, il giorno prima del voto finale -l'11 luglio- era stata presentata una proposta di modifica sostanziale che prevedeva di rendere obbligatoria una maggioranza qualificata (pari ai due terzi dei deputati) per tale tipo di riconoscimento. La Corte ha ritenuto tale "illegalità procedurale così grave" da motivare l'annullamento dell'intera legge.
In seguito a tale annullamento, il governo ottiene la modifica dei Regolamenti dell'Assemblea in modo che qualsiasi tipo di emendamento -sostanziale e non- sia dichiarato legale e ammesso alla discussione o alla ratifica in aula fino al giorno calendarizzato per il voto del testo definitivo.
L'esigenza di una norma relativa alla disciplina del rapporto fra Stato e Chiese è esplicitamente prevista dall'art. 7-"Libertà e responsabilità" della Costituzione ungherese e legittimata in conseguenza dell'art. 17 del TFUE.

### L'adozione della seconda legge
Il 21 dicembre, János Lázár, capogruppo parlamentare Fidesz-MPSz, presenta un nuovo ddl quadro sulle chiese, che riprende gli elementi essenziali della legge annullata, cercando allo stesso tempo di migliorare la coerenza interna del complesso articolato. Concludso il dibattito del 28 dicembre, 30 dicembre alle ore quattro del pomeriggio viene approvata la legge numero CCVI, che viene controfirmata dal presidente Schmitt la sera stessa, ed infine pubblicata il 31 dicembre sul Magyar Közlöny, in tempo utile per la sua entrata in vigore il 1º gennaio del nuovo anno.
La legge passa con 256 voti favorevoli e 36 contrari, di cui: 255 voti del FIDESZ e del KDNP, 1 deputato uscito dal partito Jobbik, contro 36 voti contrari tutti dello Jobbik, in assenza dei rappresentanti La Politica può essere Diversa (LMP), MSZP e dell'ex-MSZP.

## Contenuti

### Preambolo
La Legge CCVI del 2011 sostituisce la Legge IV del 1990, il cui preambolo affermava che le "Chiese, le confessioni e le comunità religiose in Ungheria sono componenti della società di importanza eminente, portatori di valori e creatori di coesione", che in virtù delle loro attività in campo spirituale, hanno svolto un ruolo significativo nella vita del Paese attraverso le proprie attività culturali, educative e di insegnamento, sociali e sanitarie. La legge mirava quindi a ripristinare un effettivo diritto alla libertà di coscienza e di culto in conformità al principio di tolleranza, tracciando un punto rottura totale con la condotta ostile e antireligiosa del regime comunista, laddove la legge del 1990 si limitava semplicemente a garantire l'indipendenza delle chiese entro una cornice legislativa per le loro relazioni con lo Stato.
La legge del 2011 si pone in continuità con quella del 1990, rafforzando lo sviluppo delle attività non culturali, all'interno di una logica di controllo molto forte della vita sociale e dell'istruzione in particolare dell'istruzione superiore, delle iniziative di beneficenza, di protezione della famiglia, dei bambini e dei giovani, della tutela dell'ambiente, così come delle associazioni sportive. Se il preambolo riconosce la natura imperativa e il requisito costituzionale di un funzionamento separato dello Stato e delle Chiese, purtuttavia insistere sull'esigenza di promuovere relazioni privilegiate nel nome di una "collaborazione reciprocamente vantaggiosa".

Questa relazione di privilegio è simbolicamente rafforzata dal riconoscimento dal ruolo storico riconosciuto ai movimenti religiosi nella genesi dell'Ungheria. In effetti, la legge rende le Chiese ungheresi un elemento decisivo dell'unità nazionale in comunione con i Magiari d'oltremare residenti in Romania, Slovacchia, Serbia, Austria, Croazia, Slovenia e Ucraina.
La norma si richiama alla Legge IV dell'anno 1990 sulla libertà di coscienza e di religione, nonché sulle Chiese; alla Dichiarazione universale dei diritti dell'uomo, alla Convenzione sulla difesa dei diritti dell'uomo e delle libertà fondamentali; all'articolo 17 del Trattato sul funzionamento dell'Unione europea che stabilisce che l'Unione Europea rispetti e non rechi pregiudizio, allo status esistente delle chiese e associazioni o comunità religiose negli Stati membri, in virtù del diritto naturale. L'obbligo di rispetto è esteso alle organizzazioni filosofiche e non confessionali, cone le quali l'Unione si impegna a mantenere un dialogo aperto, trasparente e regolare.

### Il diritto alla libertà di coscienza e di religione
Il titolo è modellato sull'omonimo della legge del 1990, ma viene significativamente emendato in alcuni punti.
La differenza più significativa rispetto alla legge del 1990 è l'abrogazione del "diritto di scisma", della possibilità di fondare una nuova Chiesa o una nuova comunità religiosa da parte di gruppi di persone che accettano le stesse prescrizioni per la pratica dell'adorazione di Dio.
L'articolo 1 sulla libertà di coscienza e di religione indica esplicitamente che l'Ungheria riconosce la libertà di coscienza e di religione, laddove la precedente legge del 1990 specificava che si trattava di una libertà pubblica fondamentale dell'essere umano, per la quale ognuno era soggetto di un diritto all'"esercizio pacifico di cui" la Repubblica è garante. 

Il nuovo testo qualifica la libertà di scegliere, adottare, mutare, manifestare e professare una religione o altra convinzione come una forma e un modo della libertà di coscienza: in particolare, viene tutelata la libertà di manifestare il proprio credo religioso o altra convinzione sotto forma di attività religiose o in altro modo, in forma sia individuale che collettiva, nello spazio privato e in quello pubblico. Inoltre, viene garantito il diritto al proselitismo, anche sotto forma di educazione religiosa, e, simmetricamente, il diritto a non manifestare alcuna appartenenza religiosa o credenza.
L'articolo 2 tutela la libertà di coscienza e di religione dei membri di organizzazioni quali istituti scolastici, sanitari, sociali, di assistenza familiare, minorile e giovanile e dei carcerati. Il diritto alla libertà di coscienza e di religione è esteso anche al personale in servizio delle forze dell'ordine e della difesa nazionale.
L'articolo 3 riconosce ai genitori del bambino o al suo tutore il diritto di decidere della sua educazione morale e religiosa, garantendola fino al compimento della maggior età. La discriminazione basata su religione o convinzioni filosofiche è severamente vietata dall'articolo 4. Nello stesso spirito, l'articolo 5 vieta alle autorità pubbliche e ai pubblici ufficiali di raccogliere dati e di realizzare schedature della popolazione, in base all'appartenenza religiosa dei cittadini. Durante il censimento, notizie inerenti l'appartenenza religiosa possono essere richieste solo in modo anonimo e facoltativo.

### Lo status giuridico di chiese, confessioni religiose e comunità religiose
Questo capitolo è quasi del tutto nuovo poiché specifica, in modo piuttosto confuso, il nuovo sistema giuridico che ora si applica alle confessioni religiose. Se fino al 1990 era sufficiente un quorum di 100 persone pronte a dichiararsi membri della stessa comunità spirituale per ottenere da un tribunale la soggettività giuridica, la nuova norma rende il riconoscimento di tale diritto più difficile e discrezionale, a seconda del ministro incaricato del culto. Le chiese vengono riconosciute come ufficiali a seguito di un voto degli Országgyűlés su proposta del governo. La legge introduce anche un'autonomia legale speciale per due nuove categorie: "Istituti della Chiesa" e "Persone della Chiesa".
L'attività religiosa
L'articolo 6 definisce cosa sia un'attività religiosa, stabilendo il principio di un riferimento a un'ideologia tendente al soprannaturale, organizzato da un sistema dogmatico, i cui principi tendono a spiegare l'intera realtà, abbracciando la persona umana mediante requisiti di comportamento individuale che non violano la morale e la dignità della specie. Questo articolo specifica inoltre che a tal fine le Chiese non devono perseguire obbiettivi politici, non devono impegnarsi in attività psicologiche, parapsicologiche o mediche e ancor meno svolgere un ruolo economico o imprenditoriale. Ad esse è concesso unicamente di oltrepassare il limite del culto, investendo nei settori della formazione, dell'istruzione secondaria e superiore.
Secondo l'articolo 7, si considera come una Chiesa qualsiasi "entità autonoma composta da persone fisiche che professano gli stessi dogmi, organizzate in comunità, che funziona principalmente con lo scopo di praticare un'attività religiosa". Come era già previsto dalla legge del 1990, anche le confessioni e le comunità religiose non cristiane possono essere qualificate giuridicamente. Queste Chiese possono essere create soltanto da persone fisiche capaci di intendere e volere, residenti in Ungheria e che professano gli stessi dogmi. La pratica di un'attività religiosa è ammessa nel rigoroso quadro della Legge fondamentale, nel rispetto delle norme di legge, della dignità umana e della libertà delle altre comunità. Solamente 14 denominazioni autorizzate in appendice possono legittimanente utilizzare il titolo di chiesa.
Articolo 8: rapporti con lo Stato. Dopo aver sostanzialmente adottato il principio già stabilito dalla legge del 1990 ("In Ungheria, lo Stato e le Chiese funzionano separatamente" ), la nuova legge aggiunge che "lo Stato coopera con le Chiese nel perseguimento degli obiettivi collettivi " e che può "stipulare accordi con esse...al fine di garantire il funzionamento delle Chiese con un sostegno sociale significativo, con un riguardo ai valori storici e culturali", e di sovvenzionare settori di interesse pubblico (quali: "istruzione, insegnamento, istruzione superiore, sanità, beneficenza, sociale, protezione della famiglia). Ciò che sembra designare in via prioritaria le cosiddette chiese "storiche", che sono: la Chiesa cattolica ungherese e le chiese greco-cattoliche ad essa affiliate, la Chiesa riformata ungherese e la Chiesa evangelica d'Ungheria.
Articolo 9: parità di trattamento. In contraddizione con l'articolo precedente, cita la legge del 1990: "Le chiese sono soggette agli stessi obblighi e godono degli stessi diritti". tuttavia, gli "obblighi" sono menzionati prima dei "diritti" ).Prima di spiegare in modo piuttosto vago che "lo Stato può tenere conto dell'effettivo ruolo sociale delle Chiese, delle attività di interesse pubblico da esse svolto, sia in sede legiferante che nelle relazioni bilaterali Stato-Chiesa.
Articolo 10: controllo e autonomia. Questo articolo incorpora concetti già presenti nella legge del 1990, che recita: "lo Stato non può operare e non può creare un'entità per dirigere e controllare le chiese", "la coercizione statale non può essere usata per far rispettare i dogmi e le regole interne delle chiese", aggiungendo che le decisioni prese dalle loro organizzazioni" che non possono essere riesaminate dalle "autorità statali". Inoltre, si afferma che "un ente statale non può modificare o annullare una decisione basata sul diritto ecclesiastico interno di una Chiesa dotata di personalità giuridica, [stante che] il giudizio di controversie che traggono la loro origine da statuti interni non regolati da norme giuridiche, non rientra nella competenza delle entità statali". La legge del 1990 si limitava a dire: "Se una chiesa con personalità giuridica ha violato la legge, il pubblico ministero avvierà un procedimento contro la Chiesa con personalità giuridica". Infine, l'articolo proibisce alle chiese di rendere pubblici "dati personali relativi alle attività religiose...senza il consenso degli interessati".
Articolo 11. La personalità giuridica Chiesa ("egyházi jogi személy"). Il "voto di due terzi dei deputati è "necessario affinché un'associazione sia riconosciuta come chiesa" . Per garantire uno status speciale e una certa autonomia legale agli ordini religiosi e alle abbazie cattoliche (come l'Abbazia di Pannonhalma, che non dipende dal primate cattolico dell'Ungheria) e dalle chiese greco-cattoliche, la legge crea anche uno status di "chiesa con personalità giuridica interna", registrata "separatamente" dal "ministro responsabile delle relazioni con chiese" che è il ministro del culto che sottopone al voto dell'Assemblea le denominazioni candidate al riconoscimento giuridico. La richiesta di registrazione separata può essere presentata su richiesta di un'intera chiesa o del rappresentante del suo corpo principale.
Articolo 12. Le istituzioni ecclesiastiche '"Le chiese con personalità giuridica possono istituire e amministrare enti [attivi nell'ambito dell']istruzione, formazione, sanità, beneficenza, sociale, famiglia, figlio e giovani, nonché cultura e sport". I requisiti di ammissione, assunzione e licenziamento possono essere "allineati con il punto di vista ideologico dell'istituzione della chiesa e necessarie alla conservazione della propria identità" .
Articolo 13-le persone di Chiesa. La persona di Chiesa è definita come "una persona fisica che presta un servizio secondo le regole interne di una chiesa e che pertanto è qualificato come il rappresentante competente di essa...Esegue il suo servizio mediante un contratto di servizio ecclesiale, un contratto di lavoro o un altro contratto legale. Tale tipo di soggetto giuridico -la persona di Chiesa- "non è tenuta a comunicare all'autorità statale le informazioni ricevute nell'espletamento del proprio servizio spirituale" con riguardo alla sfera giuridica delle persone (allusione al segreto della Confessione) e beneficia "di una maggior tutela in materia di reati e di diritto penale".

### Le norme relative alla registrazione delle chiese
Articoli 14 e 15: le condizioni per chiedere il riconoscimento dello status di chiesa." La richiesta di registrazione come chiesa può essere presentata al ministro responsabile del cult da parte del "rappresentante di un'associazione con un'attività parzialmente religiosa". Il deposito dell'istanza è ammesso solo l'associazione "svolge un'attività principalmente religiosa", "ha una professione di fede che comprende la parte principale della sua dottrina e dei riti", "opera nel territorio ungherese come associazione, in forma organizzata, da almeno vent'anni", ha "statuti approvati, un atto istitutivo, leggi interne, norme organizzative e funzionamento o altre regole"," organi direttivi e di rappresentanza eletti o nominati”. I suoi membri devono anche dichiarare "che l'attività dell'ente da essi fondato non opera in modo difforme dalla Legge Fondamentale, non contravviene alle norme di legge, né viola altri diritti e libertà”. Oltre a documenti molto eterogenei tra loro ed idonei a provare o certificare tutti questi punti, la richiesta deve essere corredata dai dati personali dei membri esecutivi e dalle firma di almeno mille persone fisiche con relativa indicazione della residenza in Ungheria.
Articoli da 16 a 18: la procedura di registrazione. Il primo filtro delle richieste di registrazione è rappresentato dal ministro del culto, che tiene conto anche dell'esistenza di un potenziale "rischio per la sicurezza nazionale". Egli ha facoltà di:
- rigettare la richiesta senza possibilità di appello all'Assemblea;
- trasmettere "all'Assemblea Nazionale la richiesta di registrazione come chiesa":
- in caso di dubbi, rivolgersi ad un esperto indipendente al fine di "chiedere a un esperto di chiarire la validità delle condizioni relative all'attività religiosa".

In caso di diniego, l'entità richiedente non può presentare una nuova richiesta per almeno un anno. Quando viene invece concessa la registrazione, l'entità diviene "chiesa" e ottiene un numero identificativo. La norma prevede un iter semplificato, detto registrazione con "personalità giuridica ecclesiale interna", per il quale il Ministro si limita ad effettuare un controllo "solo da un punto di vista strettamente formale".

## Il funzionamento delle Chiese
Articoli 19 e 20: attività e entrate. L'articolo 19 specifica che se la loro attività è "principalmente religiosa" , le chiese possono anche avere "un'attività di interesse generale" (assumere la loro parte "di servizi che creano valori nella società" ) e "altre attività", "economiche e imprenditoriali" e non, "al fine di perseguire i propri obbiettivi". Esse hanno anche il potere di "creare e partecipare a imprese e servizi civili". Per quanto riguarda le loro "attività e strutture di interesse generale", "hanno diritto a ricevere sussidi di bilancio al pari degli istituti statali o delle comunità che svolgono un'attività simile. In queste sedi, le condizioni di lavoro sono allineate con le norme del diritto del lavoro per quanto riguarda i salari, l'orario lavorativo e i turni di riposo". Lo stesso vale per le "misure nazionali di politica salariale relative ai dipendenti di istituti statali o di comunità" che si applicano "alle stesse condizioni ai dipendenti" di tali istituti di interesse generale.
L'articolo 20, dopo aver brevemente menzionato le donazioni ("Le entrate delle chiese sono in primo luogo composte da donazioni da persone fisiche, entità con personalità giuridica, entità senza personalità giuridica e altri contributi...Le Chiese con personalità giuridica [...] possono raccogliere donazioni"), espone dettagliatamente ciò che "non può essere qualificato come attività economica e imprenditoriale" e che può di conseguenza essere oggetto di sovvenzioni: "istituti spirituali, educativi, didattici, di istruzione superiore, sanitaria, di beneficenza, sociali, protezione della famiglia, dei bambini e dei giovani, nonché delle attività culturali e sportive, di "protezione dell'ambiente", offerta di viaggi-vacanze ai fedeli della Chiesa, di "pubblicazioni necessarie per la vita spirituale", di produzione e vendita di "oggetti religiosi", di "funzionamento parziale di edifici usati per scopi ecclesiali" , "gestione dei cimiteri" , collocamento delle entrate provenienti da attività "che non possono essere descritte come attività economiche e imprenditoriali", casse previdenziali e fondi pensione per le persone della chiesa... Infine, precisa che le "chiese possono beneficiare di agevolazioni fiscali e altri vantaggi fiscali assimilabili".
Articolo 21: controllo pubblico. Le agenzie statali non possono controllare "le entrate spirituali delle chiese e il loro uso", intendendo che la quota delle imposte sul reddito che i contribuenti possono assegnare a una chiesa di loro preferenza " sono completamente budgetari, al pari degli aiuti che li possono occasionalmente sostituire, nonché gli affitti di proprietà e anche i loro complementi". Dal lato opposto, le "entrate provenienti da sussidi statali concessi per scopi non spirituali" devono essere rese pubbliche, mentre il loro impiego è soggetto al vaglio della Corte dei Conti dello Stato che fissa gli importi sovvenzionabili e determina le regole di assegnazione.
Articoli da 22 a 25: disposizioni speciali. L'articolo 22 consente alle chiese di partecipare " all'elaborazione delle leggi". L'articolo 23 garantisce "una maggiore protezione in materia di reati e diritto penale " alle chiese, alle loro cerimonie, ai luoghi di culto, ai cimiteri e agli "altri luoghi sacri". L'articolo 24 autorizza le chiese a garantire "secondo le esigenze degli insegnanti e dei genitori" un insegnamento religioso "negli istituti di istruzione e formazione gestiti dallo Stato e dalle comunità", nonché a "perseguire l'attività spirituale negli istituti di istruzione superiore". Agli insegnanti designati dalle chiese, l'istituto deve quindi "garantire le condizioni materiali e un orario [scolastico] che non contravvenga alle altre materie scolastiche obbligatorie". I docenti possono al contempo svolgere "servizi di cappellani militari, cappellani negli ospedali e nelle prigioni, o altri servizi". L'articolo 25 prevede una "protezione giuridica rafforzata" per le denominazioni ufficiali delle chiese, i nomi comuni, i "simboli" e le "liturgie". D'altra parte, le persone della chiesa sono tenute a mostrare il nome della loro chiesa in un modo "ben visibile" quando svolgono un "servizio o un impiego" diretto nei confronti di persone che non sono membri della loro Chiesa.

### Disposizioni finali
Articoli da 31 a 34: disposizioni di abilitazione. Fino al 31 dicembre 2011 (l'ultimo giorno prima dell'entrata in vigore della legge), il governo rispetta "gli accordi conclusi con le chiese che svolgono attività di interesse generale, li riesamina e assume l'iniziativa di nuovi accordi se del caso". Può anche concludere "accordi con entità - che esercitano una missione pubblica- ancorché non [ancora] qualificate come chiese sulla base della presente legge". Entro 30 giorni dall'entrata in vigore, il Ministro è impegnato a registrare le chiese elencate in appendice di questa legge e le entità che le Chiese hanno qualificato come autonome, vale a dire le entità aventi "personalità giuridica ecclesiale interna". Il Ministro iene delegato a definire per decreto "le regole per la gestione della registrazione delle chiese". egli è l'autorità statale che stabilisce un nuovo numero di registrazione che consenta l'identificazione univoca a livello nazionale dell'entità, informandone l'interessato.
Articolo 36: disposizioni provvisorie. "Le entità precedentemente registrate come chiese" (cioè tutti coloro che perdono il loro status di chiesa con l'entrata in vigore della nuova legge) possono chiedere al ministro di trasmettere "all'Assemblea Nazionale la loro richiesta di registrazione come chiesa" . Se omettono di inoltrare la richiesta ovvero se "la decisione relativa al proseguimento della loro attività è negativa", vengono sciolte e qualificate come semplici associazioni, che "devono essere considerate entità civili", e che per poter beneficiare della percentuale di imposta sul reddito attribuibile dalle persone fisiche, devono conformarsi alla legge delle associazioni prima del 30 giugno 2012. Gli eventuali istituti di istruzione pubblica dell'ex Chiese cessano di essere finanziati dallo Stato a decorrere dal 1º settembre 2012 (primo giorno dell'anno scolastico).
Articoli 37 e 38. L'articolo 37 modifica gli stessi termini della legge sulla sicurezza sociale del 1993 e della legge sulla protezione dell'infanzia del 1997. L'articolo 38 specifica che le parti "organiche" della norma, modificabili solo con un voto di due terzi dei deputati, sono i titoli da II a V e l'appendice (che contiene la tabella delle 14 chiese registrate).

## Chiese e comunità religiose riconosciute
Nel disegno di legge iniziale depositato dai 4 deputati cristiano-democratici era previsto il riconoscimento di tredici chiese, alle quali fu aggiunto in extremis la denominazione Assemblea della fede. Secondo il sito web Index.hu, i leader della Chiesa riformata d'Ungheria e della Chiesa evangelica d'Ungheria avrebbero scritto a János Lázár, leader del gruppo parlamentare Fidesz-MPSz, chiedendo che la nuova legge riconoscesse lo status di Chiesa a "tutte le religioni del mondo e le comunità religiose che hanno assicurato l'attuazione dei propri insegnamenti e i cui servizi sociali abbianio migliorato la sorte collettiva dei più poveri e degli esclusi". Tale definizione avrebbe portato ad includere nell'elenco almeno altre dodici denominazion, delle quali avrebbero fatto parte la chiesa metodista, quella anglicana, l'Esercito della salvezza e di Krishna. Pare che il primo ministro Viktor Orbán abbia invece deciso di congelare la lista di 14 nominativi:
1. la Chiesa cattolica ungherese;
2. la Chiesa riformata d'Ungheria (protestanti calvinisti);
3. la Chiesa evangelica ungherese (protestanti luterani);
4. la Federazione delle comunità ebraiche d'Ungheria;
5. la comunità unita israelita d'Ungheria;
6. la comunità israelita ortodossa autonoma ungherese;
7. l'Eparchia di Buda della Chiesa ortodossa di Serbia;
8. l'esarcato ungherese ortodosso del Patriarcato ecumenico di Costantinopoli;
9. la Chiesa bulgara ortodossa d'Ungheria;
10. la diocesi ortodossa rumena di Ungheria;
11. la diocesi ortodossa russa d'Ungheria;
12. il Distretto ecclesiastico unitario dell'Ungheria (Chiesa ungherese unitaria);
13. la chiesa battista ungherese;
14. l'Assemblea della fede.

Dall'elenco restò quindi esclusa la religione maomettana, fatto che espone al rischio di graduale chiusura i luoghi di culto dell'Islam presenti a Budapest.

I criteri per stabilire tale elenco sono molto legati alla promozione delle chiese nazionali ungheresi e alla conservazione dei culti delle tredici minoranze nazionali e etniche ufficialmente riconosciute dalla legislazione nazionale.

## Emendamenti successivi al testo del 2011
Dal 2013 (legge VII del 2012 art. 1-3, legge CXXXIII del 2013 art. 20 § g), l'elenco delle chiese riconosciute comprende, oltre a quelle definite dalla legge iniziale, le seguenti chiese:
- Chiesa metodista ungherese (Magyarországi Metodista Egyház);
- Chiesa pentecostale ungherese (Magyar Pünkösdi Egyház);
- Chiesa episcopale anglicana di Santa Margherita (Szent Margit Anglikán Episzkopális Egyház);
- Assemblea della Transilvania (Erdélyi Gyülekezet, protestanti calvinisti);
- Chiesa avventista del settimo giorno (Hetednapi Adventista Egyház);
- Chiesa copta ortodossa d'Ungheria (Magyarországi Kopt Ortodox Egyház);
- Consiglio musulmano ungherese (Magyarországi Iszlám Tanács), composto da:
  - Comunità musulmana ungherese (Magyar Iszlám Közösség);
  - Organizzazione dei musulmani ungheresi (Magyarországi Muszlimok Egyháza);
- Assemblee dei fedeli di Cristo il Nazareno (Krisztusban Hívő Nazarénus Gyülekezetek);
- Comunità dei fedeli ungheresi della coscienza di Krishna (Magyarországi Krisna-tudatú Hívők Közössége);
- Chiesa libera dell'esercito della salvezza d'Ungheria (Az Üdvhadsereg Szabadegyház Magyarország);
- Chiesa di Gesù Cristo dei Santi degli Ultimi Giorni (Az Utolsó Napok Szentjeinek Jézus Krisztus Egyháza, Mormoni);
- Testimoni di Geova dall'Ungheria (Magyarországi Jehova Tanúi Egyház);
- Comunità buddiste, definite dal seguente elenco:
  - Porta della dottrina della chiesa buddista (Tan Kapuja Buddhista Egyház, Porta del Dharma, Buddhismo mahāyāna);
  - Missione buddista (buddista Misszió, buddismo tibetano):
  - comunità ungherese Arya Maitreya Mandala (Magyarországi Árya Maitreya Mandala Egyházközösség);
  - Comunità buddista ungherese Karma-Kagyu (Magyarországi Karma Kagyüpa Buddhista Közösség);
  - Chiesa buddista cinese ungherese Chan (Magyarországi Kínai Chanbuddhista Egyház);
  - Comunità buddista Diamond Way (Gyémánt Út Buddhista Közösség).[8].